# 2. Bundesliga 2022–23
Giải bóng đá hạng Hai Đức 2022–23 là giải đấu thứ 49 trong lịch sử Bundesliga 2. Giải đấu diễn ra từ ngày 15 tháng 7 năm 2022 và kết thúc vào ngày 28 tháng 5 năm 2023.
Lịch thi đấu được sắp xếp ngày 14 tháng 6 năm 2022.

## Các đội tham dự

### Thay đổi đội bóng
| Thăng hạng từ 2021–22 3. Liga                               | Xuống hạng đến 2021–22 Bundesliga | Thăng hạng đến 2022–23 Bundesliga | Xuống hạng từ 2022–23 3. Liga               |
| ----------------------------------------------------------- | --------------------------------- | --------------------------------- | ------------------------------------------- |
| 1. FC Magdeburg Eintracht Braunschweig 1. FC Kaiserslautern | Arminia Bielefeld Greuther Fürth  | Schalke 04 Werder Bremen          | Dynamo Dresden Erzgebirge Aue FC Ingolstadt |

### Sân vận động và vị trí
| Đội                    | Vị trí         | Sân vận động                   | Sức chứa |
| ---------------------- | -------------- | ------------------------------ | -------- |
| Arminia Bielefeld      | Bielefeld      | Schüco-Arena                   | 27,300   |
| Eintracht Braunschweig | Braunschweig   | Eintracht-Stadion              | 23,325   |
| Darmstadt 98           | Darmstadt      | Merck-Stadion am Böllenfalltor | 17,000   |
| Fortuna Düsseldorf     | Düsseldorf     | Merkur Spiel-Arena             | 54,600   |
| Greuther Fürth         | Fürth          | Sportpark Ronhof Thomas Sommer | 16,626   |
| Hamburger SV           | Hamburg        | Volksparkstadion               | 57,000   |
| Hannover 96            | Hanover        | Heinz von Heiden Arena         | 49,000   |
| 1. FC Heidenheim       | Heidenheim     | Voith-Arena                    | 15,000   |
| 1. FC Kaiserslautern   | Kaiserslautern | Fritz-Walter-Stadion           | 49,780   |
| Karlsruher SC          | Karlsruhe      | BBBank Wildpark                | 29,699   |
| Holstein Kiel          | Kiel           | Holstein-Stadion               | 15,034   |
| 1. FC Magdeburg        | Magdeburg      | MDCC-Arena                     | 30,098   |
| 1. FC Nürnberg         | Nuremberg      | Max-Morlock-Stadion            | 49,923   |
| SC Paderborn           | Paderborn      | Home Deluxe Arena              | 15,000   |
| Jahn Regensburg        | Regensburg     | Jahnstadion Regensburg         | 15,210   |
| Hansa Rostock          | Rostock        | Ostseestadion                  | 29,000   |
| SV Sandhausen          | Sandhausen     | BWT-Stadion am Hardtwald       | 15,414   |
| FC St. Pauli           | Hamburg        | Millerntor-Stadion             | 29,546   |

### Nhà tài trợ, nhân sự và áo đấu
Lưu ý: Cờ cho biết đội tuyển quốc gia như đã được xác định theo quy tắc đủ điều kiện FIFA. Cầu thủ có thể có nhiều quốc tịch không thuộc FIFA.
| Đội                    | Huấn luyện viên      | Đội trưởng                    | Hãng sản xuất áo | Nhà tài trợ in lên áo                         | Nhà tài trợ in lên áo    |
| Đội                    | Huấn luyện viên      | Đội trưởng                    | Hãng sản xuất áo | Áo 1                                          | Áo 2                     |
| ---------------------- | -------------------- | ----------------------------- | ---------------- | --------------------------------------------- | ------------------------ |
| Arminia Bielefeld      | Daniel Scherning     | Fabian Klos                   | Macron           | Schüco                                        | JAB Anstoetz Textilien   |
| Eintracht Braunschweig | Michael Schiele      | Jasmin Fejzić                 | Puma             | Kosatec Computer                              | Juskys                   |
| Darmstadt 98           | Torsten Lieberknecht | Fabian Holland                | Craft            | Software AG                                   | 28 Black                 |
| Fortuna Düsseldorf     | Daniel Thioune       | André Hoffmann                | Adidas           | Henkel                                        | C&K Logistik             |
| Greuther Fürth         | Alexander Zorniger   | Branimir Hrgota               | Puma             | Hofmann Personal                              | Signia                   |
| Hamburger SV           | Tim Walter           | Sebastian Schonlau            | Adidas           | HanseMerkur                                   | Popp Feinkost            |
| Hannover 96            | Stefan Leitl         | Ron-Robert Zieler             | Macron           | BRAINHOUSE247                                 | TRAVNIK Group            |
| 1. FC Heidenheim       | Frank Schmidt        | Patrick Mainka                | Puma             | MHP                                           | Voith                    |
| 1. FC Kaiserslautern   | Dirk Schuster        | Jean Zimmer                   | Nike             | Allgäuer Latschenkiefer                       | Lotto Rheinland-Pfalz    |
| Karlsruher SC          | Christian Eichner    | Jérôme Gondorf                | Macron           | GEM Ingenieurgesellschaft (H)CG Elementum (A) | E.G.O.-Gruppe            |
| Holstein Kiel          | Marcel Rapp          | Hauke Wahl                    | Puma             | Famila                                        | Lotto Schleswig-Holstein |
| 1. FC Magdeburg        | Christian Titz       | Amara Condé                   | Uhlsport         | Humanas                                       | SWM Magdeburg            |
| 1. FC Nürnberg         | Dieter Hecking       | Christopher Schindler         | Adidas           | Nürnberger Versicherung                       | Exasol                   |
| SC Paderborn           | Lukas Kwasniok       | Ron Schallenberg              | Saller           | Bremer AG                                     | sky Personal             |
| Jahn Regensburg        | Mersad Selimbegović  | Benedikt Gimber               | Saller           | Netto                                         | Wolf GmbH                |
| Hansa Rostock          | Patrick Glöckner     | Markus Kolke                  | Nike             | 28 Black                                      | SoftClean                |
| SV Sandhausen          | Tomas Oral           | Dennis Diekmeier              | Macron           | Weingut Reichsrat von Buhl                    | Goelz Paletten           |
| FC St. Pauli           | Fabian Hürzeler      | Leart Paqarada Jackson Irvine | DIIY             | Congstar                                      | Astra Brauerei           |

### Thay đổi huấn luyện viên
| Câu lạc bộ        | Nguyên nhân                                      | Hình thức        | Ngày rời đi          | Ngày rời đi          | Vị trí xếp hạng | HLV đến                                          | Ngày đến             | Ngày đến             | Ghi chú       |
| Câu lạc bộ        | Nguyên nhân                                      | Hình thức        | Đến                  | Đi                   | Vị trí xếp hạng | HLV đến                                          | Announced on         | Arrived on           | Ghi chú       |
| ----------------- | ------------------------------------------------ | ---------------- | -------------------- | -------------------- | --------------- | ------------------------------------------------ | -------------------- | -------------------- | ------------- |
| Arminia Bielefeld | Marco Kostmann (thay thế)                        | Tạm quyền        | 20 tháng 4 năm 2022  | 30 tháng 6 năm 2022  | Trước mùa giải  | Ulrich Forte                                     | 4 tháng 6 năm 2022   | 1 tháng 7 năm 2022   | [ 4 ] [ 5 ]   |
| Greuther Fürth    | Stefan Leitl                                     | Tạm quyền        | 27 tháng 4 năm 2022  | 30 tháng 6 năm 2022  | Trước mùa giải  | Marc Schneider                                   | 17 tháng 5 năm 2022  | 1 tháng 7 năm 2022   | [ 6 ] [ 7 ]   |
| Hannover 96       | Christoph Dabrowski                              | Hết hợp đồng     | 5 tháng 5 năm 2022   | 30 tháng 6 năm 2022  | Trước mùa giải  | Stefan Leitl                                     | 8 tháng 5 năm 2022   | 1 tháng 7 năm 2022   | [ 8 ] [ 9 ]   |
| Arminia Bielefeld | Ulrich Forte                                     | Sa thải          | 17 tháng 8 năm 2022  | 17 tháng 8 năm 2022  | 17th            | Daniel Scherning                                 | 18 tháng 8 năm 2022  | 19 tháng 8 năm 2022  | [ 10 ] [ 11 ] |
| 1. FC Nürnberg    | Robert Klauß                                     | Sa thải          | 3 tháng 10 năm 2022  | 3 tháng 10 năm 2022  | 14th            | Markus Weinzierl                                 | 4 tháng 10 năm 2022  | 4 tháng 10 năm 2022  | [ 12 ] [ 13 ] |
| Greuther Fürth    | Marc Schneider                                   | Sa thải          | 15 tháng 10 năm 2022 | 15 tháng 10 năm 2022 | 16th            | Rainer Widmayer Stefan Kleineheismann (thay thế) | 15 tháng 10 năm 2022 | 15 tháng 10 năm 2022 | [ 14 ]        |
| Greuther Fürth    | Rainer Widmayer Stefan Kleineheismann (thay thế) | End of caretaker | 23 tháng 10 năm 2022 | 23 tháng 10 năm 2022 | 18th            | Alexander Zorniger                               | 23 tháng 10 năm 2022 | 23 tháng 10 năm 2022 | [ 15 ]        |
| Hansa Rostock     | Jens Härtel                                      | Sa thải          | 6 tháng 11 năm 2022  | 6 tháng 11 năm 2022  | 12th            | Patrick Glöckner                                 | 7 tháng 11 năm 2022  | 7 tháng 11 năm 2022  | [ 16 ] [ 17 ] |
| FC St. Pauli      | Timo Schultz                                     | Sa thải          | 6 tháng 12 năm 2022  | 6 tháng 12 năm 2022  | 15th            | Fabian Hürzeler                                  | 23 tháng 12 năm 2022 | 23 tháng 12 năm 2022 | [ 18 ] [ 19 ] |
| SV Sandhausen     | Alois Schwartz                                   | Sa thải          | 19 tháng 2 năm 2023  | 19 tháng 2 năm 2023  | 18th            | Tomas Oral                                       | 20 tháng 2 năm 2023  | 20 tháng 2 năm 2023  | [ 20 ] [ 21 ] |
| 1. FC Nürnberg    | Markus Weinzierl                                 | Sa thải          | 20 tháng 2 năm 2023  | 20 tháng 2 năm 2023  | 13th            | Dieter Hecking (interim)                         | 20 tháng 2 năm 2023  | 20 tháng 2 năm 2023  | [ 22 ] [ 23 ] |

## Bảng xếp hạng
| VT | Đội                    | ST | T  | H | B  | BT | BB | HS  | Đ  | Giành quyền tham dự hoặc xuống hạng |
| -- | ---------------------- | -- | -- | - | -- | -- | -- | --- | -- | ----------------------------------- |
| 1  | Darmstadt 98           | 21 | 14 | 6 | 1  | 36 | 16 | +20 | 48 | Thăng hạng đến Bundesliga 2023–24   |
| 2  | Hamburger SV           | 21 | 14 | 2 | 5  | 40 | 25 | +15 | 44 | Thăng hạng đến Bundesliga 2023–24   |
| 3  | 1. FC Heidenheim       | 21 | 11 | 7 | 3  | 43 | 25 | +18 | 40 | Tham dự vòng playoff thăng hạng     |
| 4  | SC Paderborn           | 21 | 12 | 2 | 7  | 45 | 26 | +19 | 38 |                                     |
| 5  | 1. FC Kaiserslautern   | 21 | 9  | 8 | 4  | 34 | 27 | +7  | 35 |                                     |
| 6  | Fortuna Düsseldorf     | 21 | 10 | 2 | 9  | 33 | 28 | +5  | 32 |                                     |
| 7  | Holstein Kiel          | 21 | 8  | 7 | 6  | 38 | 36 | +2  | 31 |                                     |
| 8  | FC St. Pauli           | 21 | 7  | 8 | 6  | 29 | 26 | +3  | 29 |                                     |
| 9  | Hannover 96            | 21 | 8  | 5 | 8  | 30 | 28 | +2  | 29 |                                     |
| 10 | Greuther Fürth         | 21 | 6  | 8 | 7  | 27 | 31 | −4  | 26 |                                     |
| 11 | Karlsruher SC          | 21 | 7  | 4 | 10 | 32 | 33 | −1  | 25 |                                     |
| 12 | Hansa Rostock          | 21 | 7  | 3 | 11 | 18 | 28 | −10 | 24 |                                     |
| 13 | 1. FC Nürnberg         | 21 | 6  | 4 | 11 | 17 | 32 | −15 | 22 |                                     |
| 14 | Eintracht Braunschweig | 21 | 5  | 6 | 10 | 25 | 35 | −10 | 21 |                                     |
| 15 | 1. FC Magdeburg        | 21 | 6  | 3 | 12 | 27 | 41 | −14 | 21 |                                     |
| 16 | Arminia Bielefeld      | 21 | 6  | 2 | 13 | 28 | 34 | −6  | 20 | Tham dự vòng playoff xuống hạng     |
| 17 | Jahn Regensburg        | 21 | 5  | 5 | 11 | 22 | 37 | −15 | 20 | Xuống hạng đến Liga 3 2023–24       |
| 18 | SV Sandhausen          | 21 | 5  | 4 | 12 | 23 | 39 | −16 | 19 | Xuống hạng đến Liga 3 2023–24       |

## Kết quả
| Nhà \ Khách            | BIE | BRA | DAR | DÜS | FÜR | HAM | HAN | HEI | KAI | KAR | KIE | MAG | NÜR | PAD | REG | ROS | SAN | STP |
| ---------------------- | --- | --- | --- | --- | --- | --- | --- | --- | --- | --- | --- | --- | --- | --- | --- | --- | --- | --- |
| Arminia Bielefeld      | —   | 4–1 | 3–1 | 2–2 | 1–1 | 0–2 | 1–3 | 0–1 | 2–3 | 1–2 | 4–2 | 3–1 | 2–2 | 2–2 | 0–3 | 0–1 | 1–2 | 2–0 |
| Eintracht Braunschweig | 3–3 | —   | 0–1 | 2–2 | 0–1 | 0–2 | 1–0 | 2–0 | 1–0 | 2–1 | 2–3 | 1–2 | 4–2 | 0–0 | 1–2 | 0–1 | 2–1 | 2–1 |
| Darmstadt 98           | 1–1 | 2–1 | —   | 1–0 | 1–1 | 1–1 | 1–0 | 2–2 | 2–0 | 2–1 | 1–1 | 1–0 | 2–0 | 2–1 | 2–0 | 4–0 | 2–1 | 0–3 |
| Fortuna Düsseldorf     | 4–1 | 3–1 | 1–0 | —   | 2–2 | 2–2 | 3–3 | 1–1 | 1–2 | 3–2 | 3–0 | 3–2 | 0–1 | 2–1 | 4–0 | 3–1 | 2–0 | 1–0 |
| Greuther Fürth         | 1–0 | 2–2 | 4–0 | 2–1 | —   | 1–0 | 1–1 | 0–2 | 1–3 | 1–1 | 2–2 | 3–0 | 1–0 | 2–1 | 2–1 | 2–2 | 1–1 | 2–2 |
| Hamburger SV           | 2–1 | 4–2 | 1–2 | 2–0 | 2–1 | —   | 6–1 | 1–0 | 1–1 | 1–0 | 0–0 | 2–3 | 3–0 | 2–2 | 3–1 | 0–1 | 4–2 | 4–3 |
| Hannover 96            | 2–0 | 1–1 | 2–1 | 2–0 | 2–1 | 1–2 | —   | 0–3 | 1–3 | 1–0 | 1–5 | 1–2 | 3–0 | 3–4 | 1–0 | 1–1 | 3–1 | 2–2 |
| 1. FC Heidenheim       | 1–1 | 3–0 | 1–0 | 2–1 | 3–1 | 3–3 | 2–1 | —   | 2–2 | 5–2 | 3–0 | 0–0 | 5–0 | 3–0 | 5–4 | 2–0 | 1–0 | 0–1 |
| 1. FC Kaiserslautern   | 1–2 | 1–1 | 3–3 | 0–3 | 3–1 | 2–0 | 2–1 | 2–2 | —   | 2–0 | 2–1 | 4–4 | 0–0 | 0–1 | 0–3 | 0–1 | 2–2 | 2–1 |
| Karlsruher SC          | 4–2 | 1–1 | 1–2 | 0–2 | 2–1 | 4–2 | 2–1 | 0–0 | 2–0 | —   | 1–4 | 2–3 | 3–0 | 0–1 | 1–0 | 2–0 | 3–2 | 4–4 |
| Holstein Kiel          | 2–3 | 3–0 | 0–3 | 1–2 | 2–1 | 2–3 | 1–1 | 3–1 | 2–2 | 2–2 | —   | 2–3 | 2–1 | 1–1 | 1–2 | 1–1 | 1–0 | 3–4 |
| 1. FC Magdeburg        | 4–0 | 0–2 | 0–1 | 1–2 | 2–1 | 3–2 | 0–4 | 1–1 | 2–0 | 1–1 | 1–2 | —   | 2–2 | 0–0 | 1–0 | 3–0 | 1–2 | 1–2 |
| 1. FC Nürnberg         | 1–0 | 2–0 | 0–1 | 2–0 | 2–0 | 0–2 | 0–0 | 0–3 | 3–3 | 1–1 | 2–3 | 1–2 | —   | 2–1 | 1–0 | 0–0 | 1–0 | 0–1 |
| SC Paderborn           | 0–2 | 5–1 | 1–2 | 4–1 | 3–2 | 2–3 | 4–2 | 3–2 | 1–0 | 5–0 | 7–2 | 1–0 | 0–1 | —   | 3–0 | 3–0 | 3–0 | 1–2 |
| Jahn Regensburg        | 1–3 | 1–1 | 2–0 | 0–1 | 2–2 | 1–5 | 1–1 | 2–3 | 0–0 | 0–6 | 0–0 | 2–2 | 0–0 | 1–0 | —   | 0–3 | 2–1 | 2–0 |
| Hansa Rostock          | 2–1 | 2–1 | 0–1 | 2–5 | 2–0 | 0–2 | 0–1 | 0–1 | 0–2 | 0–2 | 2–3 | 3–1 | 1–1 | 0–3 | 2–0 | —   | 0–1 | 2–0 |
| SV Sandhausen          | 2–1 | 2–2 | 0–4 | 1–0 | 0–2 | 0–1 | 2–3 | 3–4 | 0–0 | 0–3 | 1–1 | 1–0 | 1–2 | 2–2 | 2–1 | 1–2 | —   | 0–5 |
| FC St. Pauli           | 2–1 | 1–2 | 1–1 | 0–0 | 2–1 | 3–0 | 2–0 | 0–0 | 1–0 | 1–1 | 0–0 | 3–0 | 3–2 | 2–2 | 1–0 | 1–0 | 1–1 | —   |

## Play-off xuống hạng
Vòng playoff xuống hạng sẽ diễn ra từ ngày 31 tháng 5 hoặc 2 tháng 6 đến ngày 6 hoặc 7 tháng 6 năm 2023.

## Thống kê giải đấu

### Vua phá lưới
Tính đến 19 tháng 2 năm 2023
| Hạng | Cầu thủ            | Câu lạc bộ          | Số bàn |
| ---- | ------------------ | ------------------- | ------ |
| 1    | Tim Kleindienst    | 1. FC Heidenheim    | 25     |
| 2    | Robert Glatzel     | Hamburger SV        | 19     |
| 3    | Steven Skrzybski   | SC Paderborn        | 15     |
| 4    | Dawid Kownacki     | Fortuna Düsseldorf  | ?      |
| 4    | Cedric Teuchert    | Hannover 96         | ?      |
| 6    | Terrence Boyd      | 1.FC Kaiserslautern | 8      |
| 7    | Robin Hack         | Arminia Bielefeld   | 8      |
| 7    | Dawid Kownacki     | Fortuna Düsseldorf  | 8      |
| 7    | Marvin Pieringer   | SC Paderborn        | 8      |
| 7    | Fabian Schleusener | Karlsruher SC       | 8      |
| 7    | Phillip Tietz      | Darmstadt 98        | 8      |

### Ghi hat-trick
| Cầu thủ          | Câu lạc bộ       | Đối thủ        | Kết quả | Ngày                |
| ---------------- | ---------------- | -------------- | ------- | ------------------- |
| Tim Kleindienst4 | 1. FC Heidenheim | 1. FC Nürnberg | 5–0 (H) | 19 tháng 2 năm 2023 |

- 4 Ghi 4 bàn

### Kiến tạo hàng đầu
Tính đến 19 tháng 2 năm 2023
| Hạng | Cầu thủ          | Câu lạc bộ           | Kiến tạo |
| ---- | ---------------- | -------------------- | -------- |
| 1    | László Bénes     | Hamburger SV         | 9        |
| 2    | Tobias Kempe     | Darmstadt 98         | 8        |
| 3    | Jan-Niklas Beste | 1. FC Heidenheim     | 7        |
| 3    | Jean-Luc Dompé   | Hamburger SV         | 7        |
| 3    | Marvin Wanitzek  | Karlsruher SC        | 7        |
| 6    | Dawid Kownacki   | Fortuna Düsseldorf   | 6        |
| 6    | Masaya Okugawa   | Arminia Bielefeld    | 6        |
| 6    | Marvin Pieringer | SC Paderborn         | 6        |
| 6    | Marlon Ritter    | 1. FC Kaiserslautern | 6        |
| 10   | 9 cầu thủ        | 9 cầu thủ            | 5        |

### Chuỗi trận sạch lưới
Tính đến 19 tháng 2 năm 2023
| Hạng | Cầu thủ                | Câu lạc bộ       | Số trận sạch lưới |
| ---- | ---------------------- | ---------------- | ----------------- |
| 1    | Jannik Huth            | SC Paderborn     | 8                 |
| 1    | Kevin Müller           | 1. FC Heidenheim | 8                 |
| 1    | Marcel Schuhen         | Darmstadt 98     | 8                 |
| 4    | Daniel Heuer Fernandes | Hamburger SV     | 7                 |
| 4    | Ron-Robert Zieler      | Hannover 96      | 7                 |
| 6    | Christian Mathenia     | 1. FC Nürnberg   | 6                 |
| 6    | Dejan Stojanović       | Regensburg       | 6                 |
| 6    | Nikola Vasilj          | FC St. Pauli     | 6                 |
| 9    | Marius Gersbeck        | Karlsruher SC    | 5                 |
| 9    | Markus Kolke           | Hansa Rostock    | 5                 |

## Số đội ở các tiểu bang
| Thứ hạng | Bang                   | Số đội | Đội                                                   |
| -------- | ---------------------- | ------ | ----------------------------------------------------- |
| 1        | Baden-Württemberg      | 3      | 1. FC Heidenheim, Karlsruher SC và SV Sandhausen      |
| 1        | Bavaria                | 3      | Greuther Fürth, 1. FC Nürnberg và Jahn Regensburg     |
| 1        | North Rhine-Westphalia | 3      | Arminia Bielefeld, Fortuna Düsseldorf và SC Paderborn |
| 4        | Hamburg                | 2      | Hamburger SV và FC St. Pauli                          |
| 4        | Lower Saxony           | 2      | Eintracht Braunschweig, Hannover 96                   |
| 6        | Hesse                  | 1      | Darmstadt 98                                          |
| 6        | Mecklenburg-Vorpommern | 1      | Hansa Rostock                                         |
| 6        | Rhineland-Palatinate   | 1      | 1. FC Kaiserslautern                                  |
| 6        | Saxony-Anhalt          | 1      | 1. FC Magdeburg                                       |
| 6        | Schleswig-Holstein     | 1      | Holstein Kiel                                         |